# Психологічна маніпуляція
Психологічна маніпуляція — різновид соціального впливу, який використовується для прихованого впровадження в психіку жертви цілей, бажань, намірів, відносин або установок маніпулятора, які не збігаються з актуально-існуючими потребами жертви. Це приховане управління людьми та їхньою поведінкою.
Соціальний вплив не у всіх випадках буває негативним. Наприклад, лікар може намагатися переконати пацієнта змінити нездорові звички. Соціальний вплив зазвичай вважається нешкідливим, якщо він поважає право людини прийняти його або відхилити і не є надмірно примусовим. Залежно від контексту і мотивації, соціальний вплив може бути прихованою маніпуляцією.

## Вимоги успішного маніпулювання
Згідно з автором з психології Джорджем К. Саймоном успішна психологічна маніпуляція у першу чергу вимагає від маніпулятора:
1. Приховування агресивних намірів і поведінки за привітністю, люб'язністю.
2. Знання психологічних вразливостей жертви, щоб визначати, яка тактика може бути найбільш ефективною.
3. Наявність достатнього рівня безжалісності, щоб у разі необхідності не мати сумніву щодо заподіяння шкоди жертві.

Отже, маніпуляція, швидше за все, здійснюється за допомогою завуальованих агресивних (стосунково-агресивного або пасивно агресивного) засобів.

## Мотивації маніпуляторів
Маніпулятори можуть мати різні можливі мотиви, включаючи, але не обмежуючись наступними:
- необхідність просувати свої власні цілі та особисту вигоду практично за будь-яку ціну для інших
- сильна потреба досягати відчуття влади та переваги у відносинах з іншими
- бажання і необхідність відчувати себе контролюючим
- бажання отримати відчуття влади над іншими, щоб підняти свою самооцінку
- нудьга або зростаюча втома від оточення, вбачання у цьому переважно гру, ніж кривду іншим
- прихований «порядок денний», кримінальний чи інший, в тому числі фінансові маніпуляції (часто спостерігається, коли люди похилого віку або незахищені багатії, що нічого не підозрюють, намірно робляться мішенню з метою виключно отримання фінансових активів жертви)

## Як маніпулятори контролюють своїх жертв

#### Згідно з Брейкер
Гарріет Б. Брейкер визначає такі шляхи, якими маніпулятори контролюють своїх жертв:
- Позитивне підкріплення: включає похвалу, поверхневу принаду, поверхнева симпатія («крокодилові сльози»), надмірне вибачання, гроші, схвалення, подарунки, увагу, вирази обличчя, такі як примусові сміх або усмішка, і суспільне визнання.
- Негативне підкріплення: передбачає вилучення людини з негативної ситуації у якості винагороди, наприклад «Тобі не доведеться робити домашнє завдання, якщо дозволиш мені зробити з тобою це».
- Періодичне або часткове підкріплення: часткове або періодичне негативне підкріплення може створити ефективний клімат страху та сумніви. Часткове або періодичне позитивне підкріплення може заохотити жертву до продовження — наприклад, у більшості форм азартних ігор гравець, швидше за все, виграє час від часу, але все одно втрачає гроші в цілому.
- Покарання: включає в себе набридливе бурчання як заклик виконати попередній запит чи діяти згідно пораді, крик, мовчазне ставлення, залякування, загрози, лайки, емоційний шантаж, насадження відчуття провини, перебування у сердитому стані, плач і гра у жертву.
- Травматичне одноразове навчання: використання словесної образи, вибуховий гнів або інша загрозлива поведінка для встановлення домінування або переваги; навіть один інцидент такої поведінки може викликати умовний рефлекс або привчити жертв уникати засмучення, протистояння або суперечок із маніпулятором.

#### За Саймоном
Саймон виявив наступні маніпулятивні методи:
- Заперечення (спростування): Маніпулятор відмовляється визнати, що він зробив якусь кривду.
- Вибіркова неуважність або вибіркова увага: Маніпулятор відмовляється звертати увагу на все те, що може відволікати від його «порядку денного», говорячи такі речі як «Я не хочу це чути».
- Раціоналізація: Виправдання, яке робить маніпулятор щодо невідповідної поведінки. Раціоналізація тісно пов'язана зі спіном.
- Диверсія (відволікання): Маніпулятор не дає прямої відповіді на пряме запитання, натомість є диверсійним, керуючи розмову у бік іншої теми.
- Ухилення: Подібно до диверсії, надання нерелевантних, незграбних, нечітких відповідей, посилання на анонімний авторитет.
- Обман (за призначенням): Важко сказати, чи хтось бреше у той час, коли вони це роблять, хоча часто правда може бути очевидною пізніше, коли вже надто пізно. Щоб мінімізувати шанси бути обманутим треба розуміти, що деякі типи особистості (зокрема психопати) є експертами у сфері обману та нечесної гри, роблячи це постійно і зазвичай тонко.
- Обман (через упущення): Це дуже тонка форма брехні, через утримання значного об'єму правди. Цей прийом також використовується у пропаганді.
- Приховане залякування: Маніпулятор змушує жертву захищатись, використовуючи завуальовані (тонкі, непрямі або не прямо виражені) загрози.
- Нав'язування почуття провини: Особливий тип тактики залякування. Маніпулятор зауважує сумлінній жертві, що вона не достатньо дбає, занадто егоїстична чи легковажно ставиться. Це зазвичай призводить до поганого самопочуття жертви, утримування її у сумнівах, тривожній і покірливій позиції.
- Ганьба (сором): Маніпулятор використовує сарказм і приниження, щоб збільшити страх і сумніви щодо себе у жертви. Маніпулятори використовують цю тактику, щоб інші почувались недостойними і сумлінно підкорялись. Тактика ганьби може бути дуже тонкою, наприклад, жорстокий погляд, неприємний тон голосу, риторичні коментарі, тонкий сарказм. Маніпулятори можуть змусити людину почуватись соромно навіть тільки за те, що вона наважилась оспорювати їх. Це ефективний засіб для виховування відчуття неадекватності у жертви.
- Розігрування ролі жертви: Маніпулятор зображає себе як жертву обставин або чужої поведінки, щоб здобути жалість, симпатію або викликати співчуття і тим самим отримати щось від іншого. Турботливі і сумлінні люди не можуть дивитись на тих, хто страждає, і маніпулятор часто може використовувати симпатію і отримувати через неї взаємодію (співпрацю).
- Звинувачення жертви: Більш ніж будь-яка інша, така тактика є потужним засобом змусити жертву захищатись, одночасно маскуючи агресивні наміри маніпулятора, тоді як маніпулятор фальшиво звинувачує жертву у тому, що вона є зловмисником, коли жертва відстоює чи захищає себе чи свою позицію.
- Розігрування ролі слуги: Приховування «порядку денного», який відповідає виключно власним інтересам, під виглядом служіння більш благородній справі, наприклад, кажучи, що вони діють певним чином, щоб бути «слухняними» або «служити» авторитетній персоні або «просто роблять свою роботу».
- Зваблення: Маніпулятор використовує принаду, похвали, лестощі або відкрито підтримує інших, щоб змусити їх зменшити захист, і довіритись та відчути вірність до маніпулятора. Вони також запропонують допомогу з наміром отримати довіру та доступ до жертви, яка нічого не підозрює та яку вони привабили.
- Проекціювання провини (звинувачення інших): Маніпулятор часто знаходить «козла відпущення» у тонкий спосіб, який важко виявити. Часто маніпулятор проєкціонує своє власне мислення на жертву, змушуючи жертву виглядати так, наче вона зробила щось не так. Маніпулятори також заявлятимуть, що жертва сама винна за те, що повірила у брехню, у яку вони спонукали повірити, начебто жертва змусила маніпулятора бути обманливим. Все звинувачення, за винятком тієї частини, яку маніпулятор використовує для прийняття фальшивої провини, робиться для того, щоб жертва почувалась винною у тому, що зробила здоровий вибір, має правильне мислення та добру поведінку. Воно часто використовується як засіб психологічного та емоційного маніпулювання та контролю. Маніпулятори брешуть про брехню, лише щоб ще раз зманіпулювати оригінальною, менш правдоподібною історією і створити «більш прийнятну» правду, у яку повірить жертва. Проекціювання брехні як істини — це ще один звичайний метод контролю та маніпулювання. Маніпулятори люблять фальшиво звинувачувати жертву в тому, що вона «заслуговує на те, щоб до неї так ставились». Вони часто заявляють, що жертва є божевільною та/або зловмисною, особливо якщо є свідчення (докази) проти маніпулятора. (Дивіться Удавання нижче.)
- Мінімізація: Це різновид заперечення у поєднанні із раціоналізацією. Маніпулятор стверджує, що його поведінка не настільки шкідлива або безвідповідальна, як зауважує інша людина, наприклад, кажучи, що докір, глузування або образа були лише жартом.

#### За Кантором
Мартін Кантор додає наступні маніпулятивні техніки контролю:
- Удавання невинності: Маніпулятор намагається припустити, що будь-яка шкода була ненавмисною або що вони не зробили нічого, за що їх звинувачували. Маніпулятор може зробити гримасу здивування або обурення. Ця тактика змушує жертву ставити під сумнів своє власне судження і, можливо, власну розсудливість (психічне здоров'я).
- Удавання розгубленості: Маніпулятор намагається удавати дурня, роблячи вигляд, що він не знає, про що говорить жертва, або заплутався із важливим питанням, на яке звернули його увагу. Маніпулятор навмисно плутає потерпілого, щоб потерпілий сумнівався у своїй точності сприйняття, часто вказуючи на ключові елементи, які маніпулятор навмисно включив у випадку, якщо є місце для сумніву. Іноді маніпулятори заздалегідь використовують прихільників (прибічників), щоб допомогти підтримати свою історію.
- Розмахування гнівом: Маніпулятор використовує гнів, щоб «розмахувати» достатньою емоційною інтенсивністю і люттю, аби шокувати жертву і підпорядкувати її. Маніпулятор насправді не сердиться, він просто грає роль. Він просто хоче того, чого він хоче, і стає «сердитим», коли йому відмовляють. Контрольований гнів часто використовується як маніпуляційна тактика, щоб уникати протистояння, уникати говорити правду або приховувати намір. Часто маніпулятор використовує загрози — що він піде до поліції або облудно повідомить про жорстоке поводження — які він навмисно вигадав, щоб налякати або залякати жертву і підкорити. Шантаж та інші загрози розголошення є інакшими формами контрольованого гніву та маніпуляцій, особливо коли жертва відмовляється від первісних запитів або пропозицій маніпулятора. Гнів також використовується як захист, щоб маніпулятор міг не говорити правду у незручний час або за незручних йому обставин. Гнів часто використовується як інструмент або захист, щоб запобігти розслідування або підозру. Потерпілий більше фокусується на гнів, а не на маніпуляційну тактику.
- Ефект «вагону з оркестром»: Маніпулятор заспокоює жертву для підпорядкування, стверджуючи (правдиво чи неправдиво), що багато людей вже щось зробили, і жертва також повинна це зробити. Ця тактика включає такі фрази, як «Багато людей як ти …» або «Так чи інакше кожен це робить.» Такі маніпуляції можна спостерігати в ситуаціях тиску з боку однолітків, які часто відбуваються в сценаріях, коли маніпулятор намагається вплинути на жертву і підштовнухти її до того, щоб спробувати наркотики або інші речовини.

## Вразливості, що експлуатуються маніпуляторами
Маніпулятори зазвичай витрачають час для визначення масштабу і об'єму характерних рис та вразливостей своїх жертв.
Згідно з книгою самодопомоги Брейкер, маніпулятори використовують наступні уразливості (кнопки), що можуть існувати у жертв:
- «хворобливе бажання догодити»
- залежність від того, щоб отримати затвердження та прийняття інших
- Емотофобія (страх перед негативними емоціями, тобто страх висловити гнів, розчарування чи невдоволення)
- брак асертивності та здатності говорити «ні»
- розмите відчуття ідентичності (з м'якими особистими кордонами)
- низький рівень самодостатності
- зовнішній локус контролю

За словами Саймона, маніпулятори використовують наступні уразливості, які можуть існувати у жертв:
1. Наївність — людина вважає занадто важкою для сприйняття ідею про те, що деякі люди підступні, хитрі та безжальні, і може знаходитись «в запереченні», якщо вона стає жертвою.
2. Надмірна сумлінність — жертва занадто хоче надавати маніпулятору перевагу сумніву та бачити події з його боку, коли він звинувачує жертву.
3. Низька впевненість у собі — жертва сумнівається в собі, їй не вистачає впевненості та асертивності, схильна до того, щоб стрімко починати захищатись.
4. Надмірна інтелектуалізація — жертва сильно намагається зрозуміти і вірить, що маніпулятор має певну зрозумілу причину, щоб бути шкідливим.
5. Емоційна залежність — жертва має покірливу або залежну особистість. Чим більш емоційно залежною є жертва, тим більш вразливою вона є для експлуатації та маніпуляцій.

У своїй книзі «Психопатологія повсякденного життя: як антисоціальний розлад особистості впливає на кожного з нас» Кантор пропонує, що вразливість до психопатичних маніпуляторів передбачає людину, яка є занадто:
- залежною — люди, що залежні, відчувають потребу бути коханими і, отже, є довірливими і зобов'язаними сказати «так» у випадку, коли мали б сказати «ні».
- незрілою — має послаблене судження і тому схильна вірити перебільшеним рекламуючим заявам.
- наївною — не може повірити, що у світі є нечесні люди, або сприймає як само собою зрозуміле, що, якщо вони є, їм буде не дозволено полювати на інших.
- такою, що піддається враженню — занадто підкуплюється спокусниками. Наприклад, така людина може голосувати за політика, який здається чудовим, бо цілує немовлят.
- довірливою — чесні люди часто припускають, що всі інші чесні. Вони більш схильні брати на себе зобов'язання перед людьми, яких вони погано знають, не перевіряючи повноваження тощо, і менш схильні піддавати сумніву так званих експертів.
- безтурботною — не сильно задумується з приводу або не приділяє достатньо уваги шкоді чи помилкам.
- самотньою — самотні люди можуть прийняти будь-яку пропозицію людського контакту. Психопатичний незнайомець може запропонувати товариство за певну ціну.
- нарцисичною — нарцисичні (самозакохані) люди схильні чуттєво відгукуватись на незаслужені лестощі.
- імпульсивною — робить раптові рішення щодо, наприклад, того, що купити або з ким одружуватись, не радячись з іншими.
- альтруістичною — протилежність психопатичній людині: надто чесна, занадто справедлива, така, що занадто емпатує.
- ощадливою — не може сказати «ні» на торговельну угоду, навіть якщо знає, чому це так дешево.
- матеріалістичною — легка здобич для «акул кредитування» або схем «розбагатіти швидко».
- жадібною — жадібна і нечесна людина може стати жертвою психопата, який здатний легко звабити її діяти аморально.
- мазохістичною — не має достатньо самоповаги і тому несвідомо дозволяє психопатам скористатися нею на свою користь. Така людина думає, що заслуговує на це через відчуття провини.
- похилого віку — старі люди можуть почуватися втомленими і бути менш здатними до багатозадачності. Коли чують переконливу пропозицію продажу, вони з меншою імовірністю вважають, що це може бути шахрайство. Вони схильні давати гроші комусь із тяжкою вдачею. Дивіться Образа людей похилого віку.

## Як успішно мати справу з маніпулятором
Джордж К. Саймон пропонує, що людина, яка хоче уникнути позиції жертви прихованої агресії має перевизначити умови, на яких відбувається взаємодія із потенційним маніпулятором. Щоб зробити це ефективно людина має:
1. бути вільною від будь-яких шкідливих неправильних уявлень щодо людської природи та поведінки;
2. знати, як правильно оцінювати характери інших людей;
3. посилювати само-усвідомлення, приділяючи окрему увагу тим аспектам власного характеру, що збільшують вразливість до маніпуляції;
4. правильно розпізнавати і відмічати маніпулятивні тактики і відповідно на них реагувати;
5. уникати участі у «безнадійній боротьбі»;
6. знати, як утримувати позицію влади та сили у міжперсональних стосунках
  - Не приймайте виправдань. Не вірте жодній з багатьох причин (раціоналізацій), які людина може запропонувати, пояснюючи агресивну або приховано агресивну поведінку. Якщо поведінка людини є невідповідною, то обґрунтування, які вона надає, не мають значення. Ціль ніколи не виправдовує засоби.
  - Оцінюйте вчинки, а не наміри. Ніколи не намагайтесь «прочитати думки» або передбачити, чому хтось робить щось, особливо, коли вони роблять щось не відповідне. Ви ніколи не зможете про це дізнатись напевно, і, врешті решт це не має значення. Якщо те, що людина робить, шкідливо будь-яким чином, приділяйте цьому увагу і давайте раду з цим питанням.
  - Будьте чесними з собою. Знайте і «володійте» своїм «порядком денним». Будьте певні того, якими є Ваші справжні потреби і бажання у будь-якій ситуації.
  - Встановлюйте особисті обмеження. Щоб стати більш уповноваженим у міжперсональних стосунках Ви маєте визначити, які види поведінки іншої людини Ви будете толерувати до того, як вирішите протидіяти або вийти із взаємодії. По-друге, Ви маєте вирішити якого роду дії обидва з вас хочуть і спроможні вчинити, щоб краще подбати про себе.
  - Робіть прямі запити. Коли про щось просите, будьте чіткі з приводу того, чого Ви хочете. Використовуйте твердження з «я». Уникайте узагальнень. Будьте детальні з приводу того, що Вам не подобається, чого Ви очікуєте або хочете від іншої людини.
  - Просіть прямих реакцій. Якщо Ви не отримуєте прямої, чіткої відповіді по суті, запитуйте ще раз. Не робіть цього у ворожій або загрозливий спосіб, але поважливо стверджуйте, що питання, яке Ви підняли, є важливим і заслуговує на пряме звернення уваги.
  - Коли потрапляєте у протистояння із агресивною поведінкою, залишайте вагу відповідальності на агресорі. Утримуйте увагу на тій шкоді, що він зробив, незалежно від того, яку тактику він буде використовувати, щоб відволікти Вас. Запитайте, що він буде робити аби виправити свою поведінку. Не зважаючи на те, як він буде вигинатися або кидати Вас, чи які раціоналізації буде вигадувати, не дозволяйте йому ухилятися від проблемного питання. Не приймайте його спробу уникнути звинувачення або відповідальності.
  - Коли потрапляєте у протистояння, уникайте сарказму, ворожості і приниження. Агресивні особистості завжди шукають виправдань, щоб розпочати війну. Отже, вони сприйматимуть будь-яку «атаку» на свій образ себе як саме те виправдання, яке їм потрібно. Напад на їхній характер «запрошує» їх до використання їхніх улюблених нападницьких тактик — заперечення, вибіркової неуважності або звинувачення інших. Не відступайте від необхідного протистояння, але будьте певні, щоб протистояти у манері, яка відверта, але не агресивна. Сфокусуйтесь виключно на недоречній поведінці агресора.
  - Уникайте погроз. Погрози завжди свідчать про спробу маніпулювати іншими, щоб вони змінили свою поведінку, але одночасно це уникання стверджувальних змін у собі. Ніколи не погрожуйте. Просто робіть вчинки. Будьте обережні, щоб не відповідати агресією на агресію. Просто робіть, що Вам дійсно потрібно аби захистити себе та забезпечити власні інтереси.
  - Говоріть від себе. Використовуйте ствердження з «я» і не намагайтесь віщати від імені іншої людини. Крім того, використання інших у якості «щита» передає Ваше відчуття небезпеки. Розправляйтеся із Вашим «опонентом» один на один. Майте сміливість відстоювати те, чого Ви хочете відкрито і прямо.
  - Залишайтесь тут і зараз. Фокусуйтесь на питаннях, що знаходяться під рукою. Не піднімайте питань з минулого та не міркуйте про майбутнє. Не дозволяйте агресору відволікати Вас диверсійною тактикою і скеровувати в бік від того, що він робить зараз і що є шкідливим.
  - Робіть розсудливі домовленості. Робіть домовленості, які є відповідними, на які можна покластись, які можна перевірити та здійснити. Будьте готові вшанувати Вашу частину контракту так само, як Ви очікуєте, що людина, з якою Ви вкладаєте угоду, шануватиме свою частину. Будьте певні не робити обіцянок, яких Ви не зможете дотриматись, і не питайте про те, що, Ви знаєте, у Вас мала ймовірність отримати або з приводу чого Ви не можете бути певними, що Вас не обдурять.
  - Будьте готові до наслідків. Завжди будьте свідомі щодо рішучої налаштованості прихованого агресора бути переможцем. Це означає, що якщо, за будь-яких обставин, вони відчувають себе переможеними, то вони, швидше за все, намагаються робити усе можливе, щоб відновити контроль і відчуття домінування. Важливо бути підготовленим до цієї можливості, і діяти відповідно.
  - Дійте швидко. Агресивним особистостям усіх типів не вистачає внутрішніх «гальм». Якщо вони завзято переслідують свою цілі, їх важко зупинити. Якщо Ви хочете успішно їх заангажувати, то висловте свою думку, не зважаючи на те, що вони домінують у розмові, зробіть будь-який вплив, і потім Вам треба діяти за першої ж ознаки, що вони наступають.

## Психологічні маніпуляції в медіа
Маніпулятивний вплив, який використовується у сучасних медіатекстах, розділяють на три групи: лінгвістичний, квазілінгвістичний та нелінгвістичний. 
До вербальних засобів маніпулятивного впливу належать стилістичні прийоми та виразні засоби мови, які сприяють створенню комічного ефекту, нагнітанню страху, відображенню чуток. Крім того, маніпулятивний вплив нерідко здійснюється за рахунок використання великої кількості чисел.
Щодо квазілінгвістичних засобів впливу, то до них можна віднести розмір та колористику шрифту, а також особливості розташування тексту у друкованому виданні. Квазілінгвістичні засоби маніпулятивного впливу сприймаються читачем за рахунок зорового каналу сприйняття і допомагають авторові газетного повідомлення імпліцитно виразити свою оцінку теми повідомлення та його об'єкту.
До нелінгвістичних засобів маніпуляції належать невербальні елементи смислового простору медіатексту: фотографії, графіки, схеми, таблиці, колажі, малюнки, тощо.